# جوردن غروبر
جوردن غروبر (بالإنجليزية: Jordan Gruber)‏ (12 سبتمبر 1983 في الولايات المتحدة - ) هو لاعب كرة قدم أمريكي في مركز الهجوم. لعب مع نادي أو إف كيه بيوغراد وHapoel Marmorek F.C. ‏ وFlint City Bucks ‏ وMaccabi HaShikma Ramat Hen F.C. ‏.